# DAF Trucks

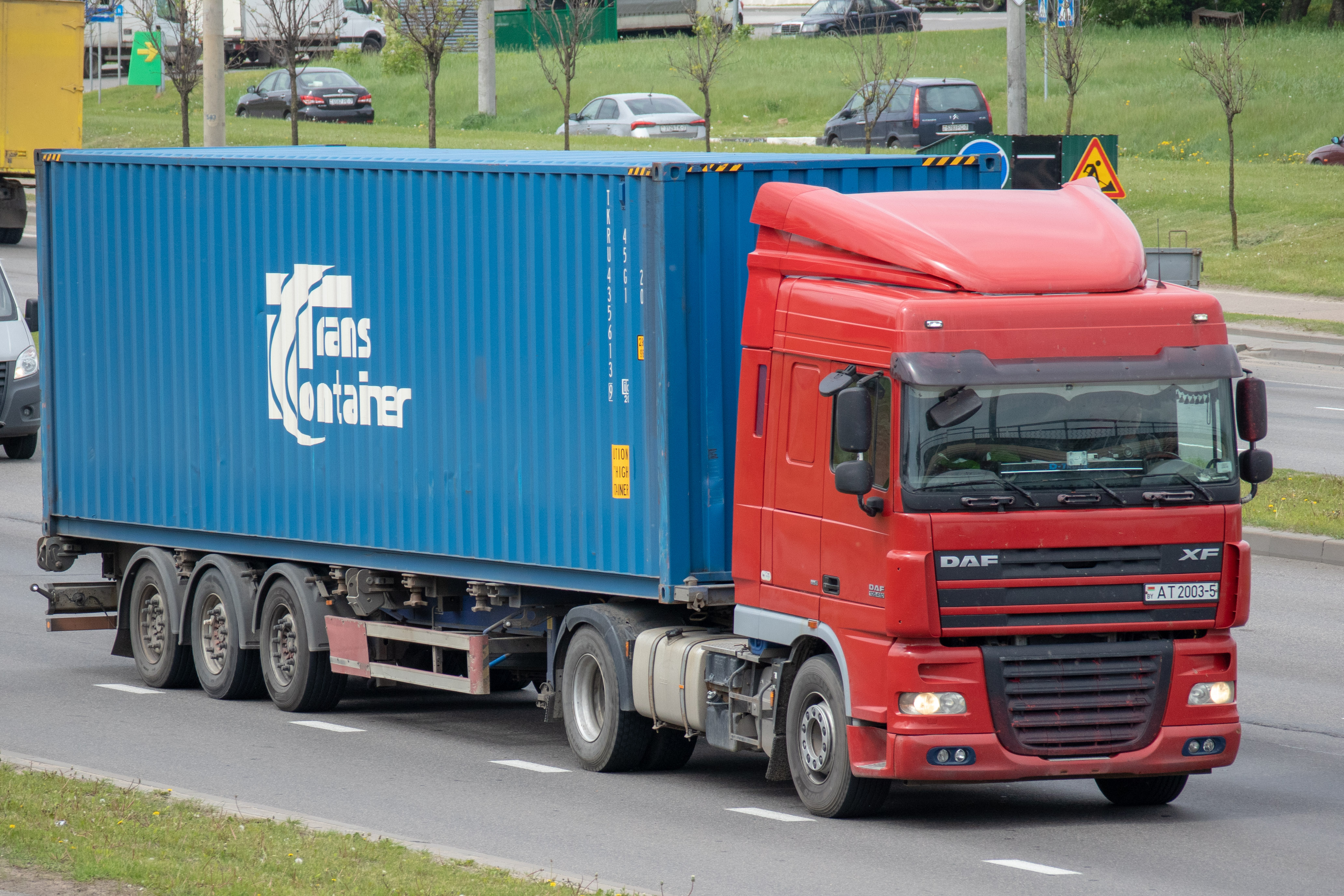
Контейнеровоз с седельным тягачом DAF XF

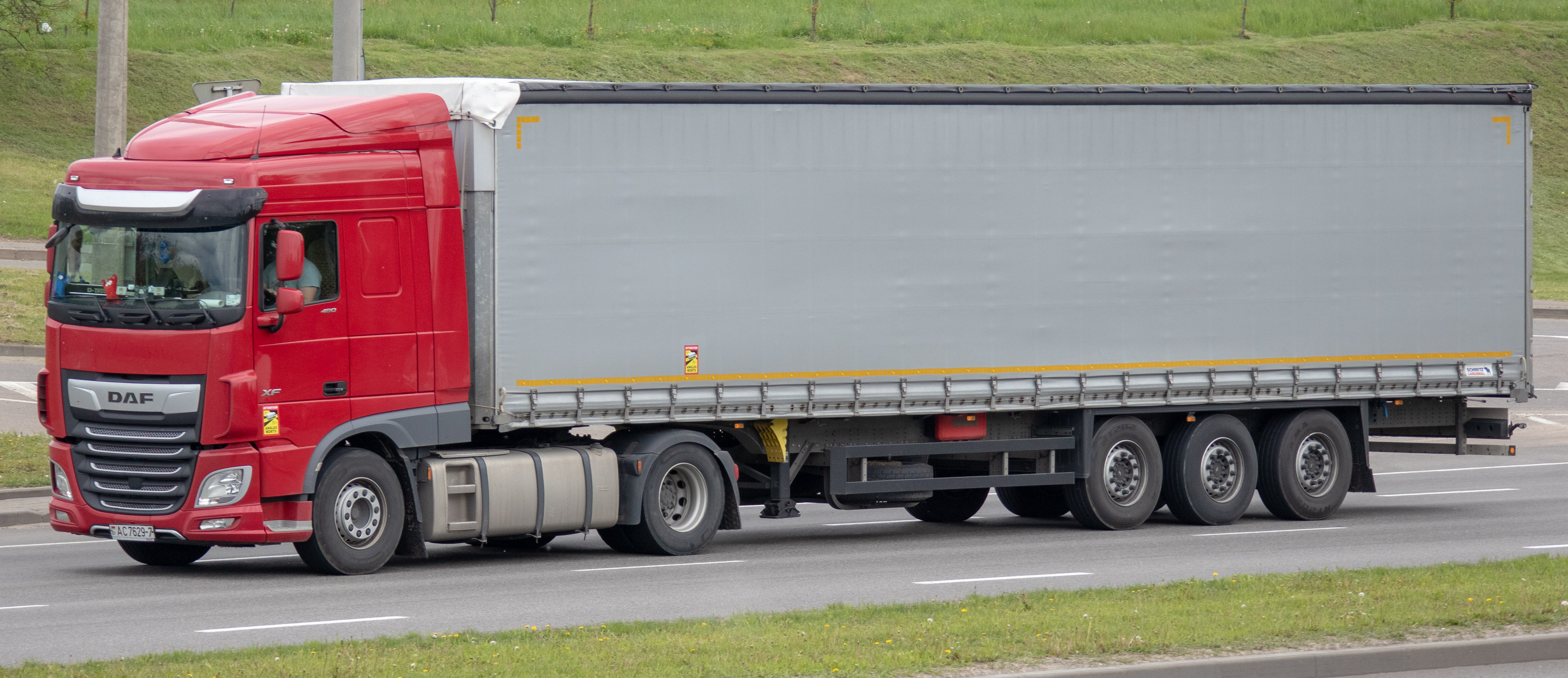
Автопоезд с седельным тягачом DAF XF

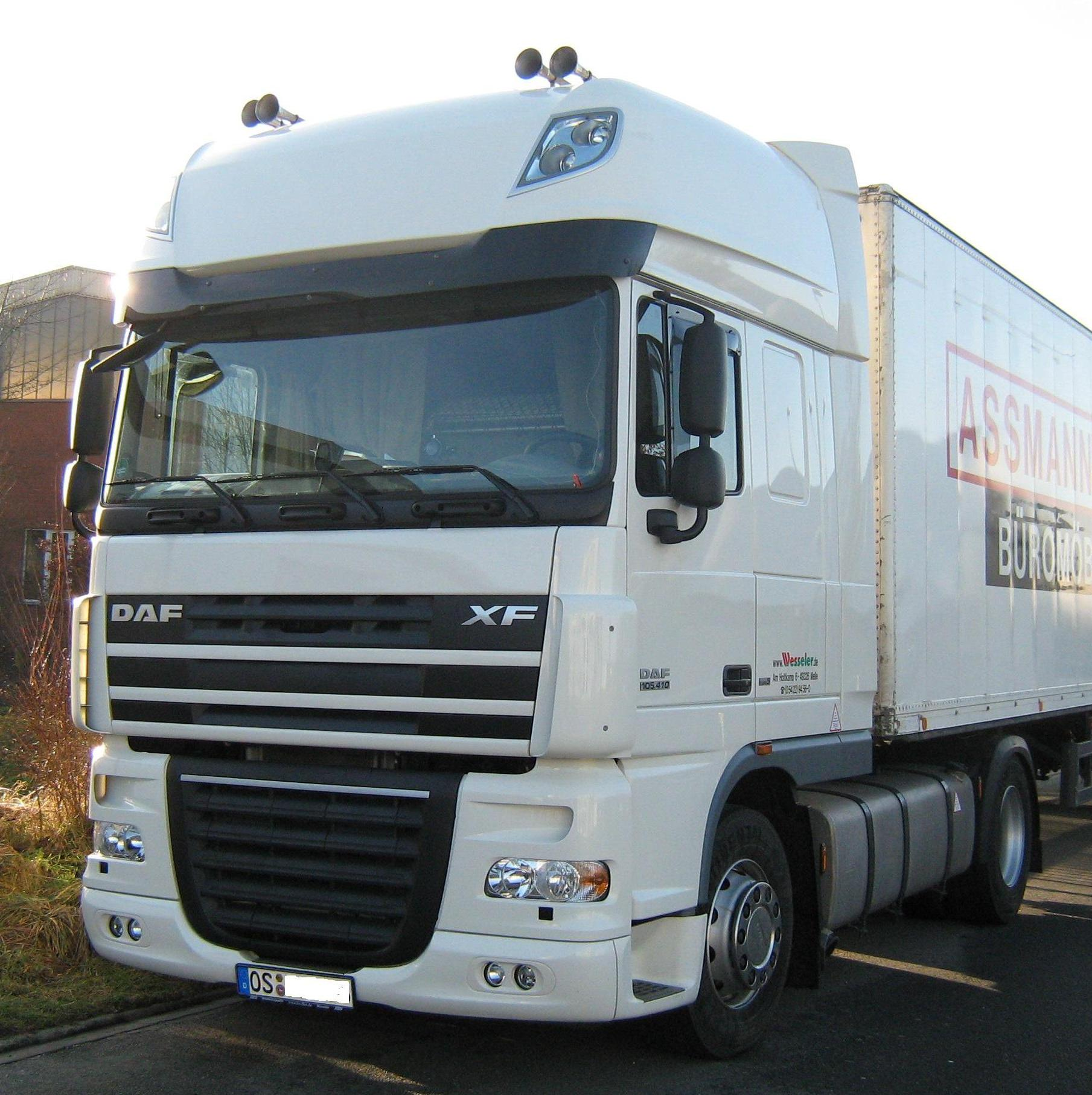
DAF серии XF

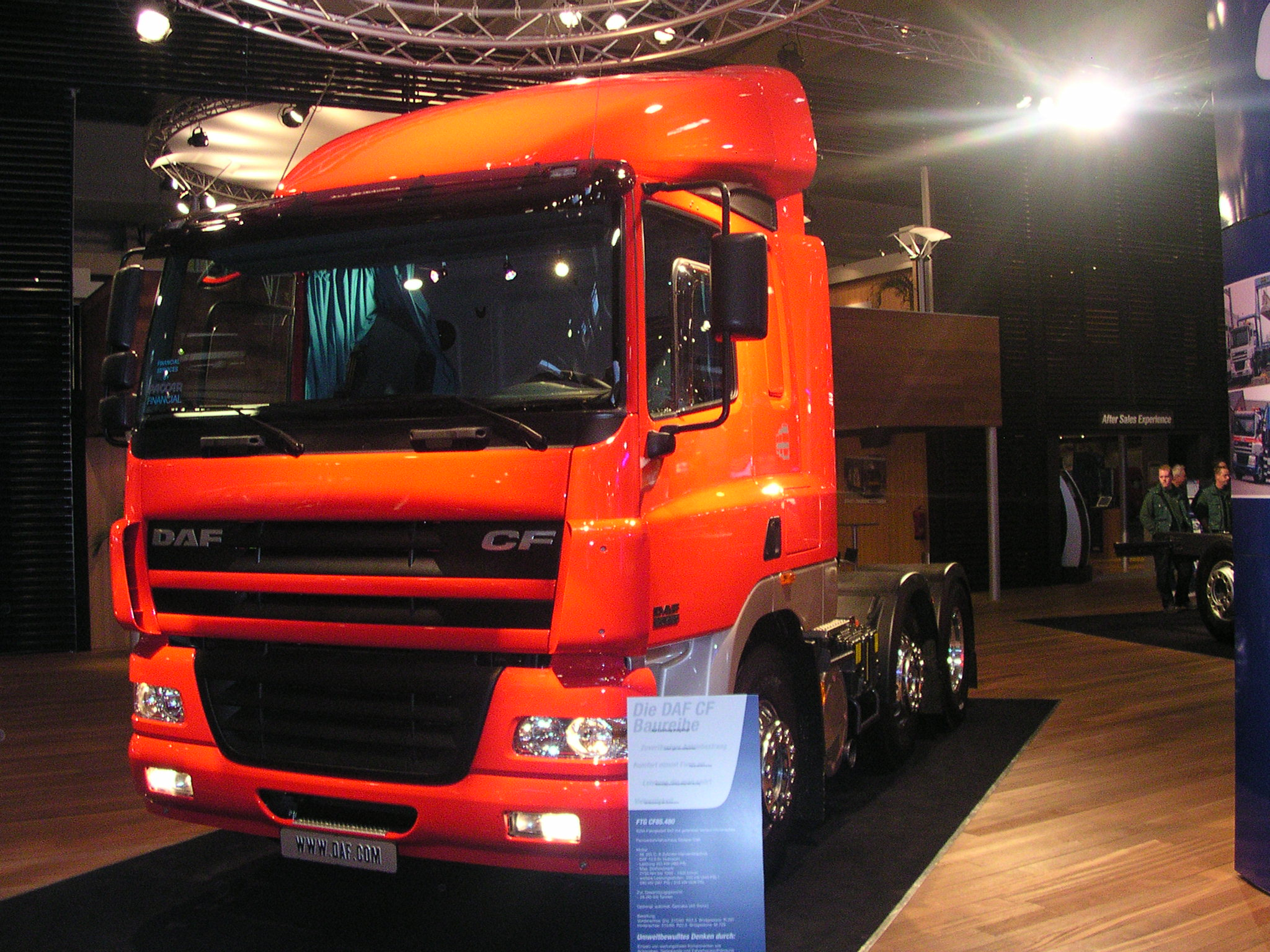
DAF CF 85 6x2 Tractor Unit

DAF Trucks NV — нидерландская фирма-производитель грузовых автомобилей, подразделение PACCAR. Девиз компании: англ. Driven by quality, рус. Ведомый качеством. Штаб-квартира и основной завод находятся в Эйндховене. Кабины и шасси производятся в Вестерло в Бельгии. Некоторые модели грузовиков, продающихся под брендом DAF, разработаны Leyland Trucks на заводах в Великобритании.

## История
В 1928 Хуберт ван Доорн основал компанию Commanditaire Vennootschap Hub van Doorne’s Machinefabriek. Его сооснователем и инвестором был Арнольд Хьюгенс, управляющий директор пивоваренного завода. Ван Доорн несколько раз ремонтировал автомобиль Хьюгенса. Хьюгенс был настолько рад его работе, что он предложил предоставить ему деньги для собственного дела. Ван Доорн начал работать в маленькой мастерской на территории пивоваренного завода, где собирали металлические шкафы, окна и лестницы. Вскоре они начали изготавливать конные, тракторные и, наконец, автомобильные прицепы. В 1932 компания, которой теперь управляет Хуберт и его брат, Вим ван Доорн, изменила своё название на Van Doorne’s Aanhangwagen Fabriek (рус. Фабрика прицепов братьев ван Доорн), сокращённо DAF. Хьюгенс покинул компанию в 1936, и компания DAF была теперь полностью в руках братьев ван Доорн.
После Второй мировой войны была нехватка легковых и грузовых автомобилей. Это стало большой возможностью для DAF. В 1949 компания начала делать грузовые автомобили, прицепы и автобусы, изменив название на Van Doorne’s Automobiel Fabriek. Первой моделью грузового автомобиля был DAF A30.
В 1948 году DAF выпускает сразу две пробные модели: пятитонный грузовик DT5 и десятитонный DT10. Для сохранения допустимой длины колёсной базы, кабину было решено расположить над двигателем, перенеся всю её маневровую часть за переднюю ось.
С 1956 года фирма DAF отказалась от политики заимствования импортных двигателей и выпустила свой первый, хоть и по лицензии, дизельный мотор DAF Leyland.
В 1967 DAF открыл новый завод в Борне по производству автомобилей. DAF 44 стала первой моделью, которая производилась там.
DAF продал подразделение по производству легковых автомобилей (в настоящее время известное как NedCar) компании Volvo в 1975 году. DAF Buses отделился от компании в 1990, чтобы стать частью United Bus. В 1996 PACCAR приобрёл DAF Trucks.
Дилерская сеть DAF насчитывает более тысячи центров в странах Европы, Африки, Австралии, Новой Зеландии, а также на Ближнем Востоке и Тайване.

### Особенности конструкции
| Тип запчасти                        | марка           | страна                        | Другие носители                                              | Дополнительно                                                                             |
| ----------------------------------- | --------------- | ----------------------------- | ------------------------------------------------------------ | ----------------------------------------------------------------------------------------- |
| Двигатель                           | PACCAR          | США                           | Peterbilt, Kenworth, Ginaf                                   | Paccar производит дизели только для собственных нужд                                      |
| Двигатель                           | Cummins         | США, Китай и др. страны       | Примерно 10 % всех дизелей планеты                           |                                                                                           |
| МКПП, АКПП                          | ZF              | Германия                      | Более 100 автомобильных марок Евросоюза и более 200 на Земле |                                                                                           |
| Пневморессоры                       | Contitech       | Германия и др. страны         | стандартный расходник                                        | В ЕС все пневмобаллоны имеют несколько стандартных типоразмеров                           |
| Тормозная система                   | Wabco           | Польша                        | 50 % всех производителей грузовиков                          |                                                                                           |
| Седло                               | Jost            | Германия                      | Около 50 % тягачей ЕС                                        | Далеко не все производители тягачей производят такую деталь.                              |
| Стёкла                              | Sekurit         | Несколько стран ЕС            | Более 100 автомобильных марок                                |                                                                                           |
| Фары                                | Hella           | Германия, Россия и др. страны | Вся продукция VW                                             | фирма Hella более известна как производитель навесных противотуманок                      |
| Спидометры, тахографы и др. приборы | Magneti Marelli | Италия                        | Большинство тягачей ЕС                                       | -                                                                                         |
| Кресла                              | Irizar          | Испания                       | Некоторые тягачи ЕС, а также автобусы этой марки             | Irizar является производителем автобусов, но не производит моторов, КПП и ходовых частей. |

## Спорт
- 1980-е: грузовики DAF начинали с Ралли Дакар, побеждая в 1982, 1985 и 1987. В более поздние годы у них был грузовик со сдвоенным двигателем общей мощностью больше чем 1000 л.с. (700 кВт).
- 1988: Два грузовика выведены на старт Ралли Дакар. Грузовик Яна де Рооя на спецучастках занимал 3-е место в среднем, опережая Peugeot 405 T16. Другой грузовик перевернулся, унеся жизнь Cees van Loevezijn. DAF сошёл с дистанции.
- 1996: DAF начал участвовать в европейской серии гонок грузовиков, сначала не очень успешно, но в 1999, почти став чемпионом, ко всеобщему удивлению DAF выбыл.

## Производимые модели
- Новый XF Euro 6 (выпуск с августа 2017 года)
- Новый XF Euro 6 (выпуск с 2015-2017 года)
- Новый CF Euro 6 (выпуск с 2013 года)
- Новый LF Euro 6 (выпуск с 2013 года)
- XF серия Евро 5 (Выпуск 2006-настоящее время)
- CF серия Евро 5 (Выпуск 2008-настоящее время)
- LF серия Евро 5 (Выпуск 2008-настоящее время)

### Гибридные модели ДАФ
Уже сейчас создана гибридная версия DAF LF 45 hybrid. Испытания показали очень высокую экономичность этих машин. ГСУ как и у «Петербилтов» производится фирмой Eaton. Несмотря на высокую транспортную эффективность, зачастую возникают трудности с доступной мощностью, что сильно сказывается при перепаде высот и больших углах подъёма.

## В России
В середине 2011 года открыла дочернюю компанию «DAF Trucks RUS» в Москве.
В сентябре 2011 года член правления компании Рон Бонсен заявил, что рассматривает возможность организации своего производства в России, однако компания самостоятельно строить завод не будет и находится в поиске партнёра для организации крупноузловой сборки из импортных комплектующих, мощностью от 5000 до 6000 грузовиков в год. Ориентировочная стоимость организации производства в России составит от 10 до 20 миллионов евро. Во II квартале 2011 г. в России был продан 5621 грузовик, свидетельствуют данные Ассоциации европейского бизнеса. В настоящее время около 10000 машин этой марки носят российские номера.